# Saugreflex
Der Saugreflex ist eine unbedingte, das heißt angeborene, koordinierte Reflexbewegung bei vielen jungen Säugetieren, die in der Regel im Laufe der Entwicklung verlernt wird. Beim Menschen beispielsweise kann der Saugreflex bis gegen Ende des ersten Lebensjahrs nachgewiesen werden, verschwindet aber in der Regel bis gegen Ende des dritten Lebensmonats.

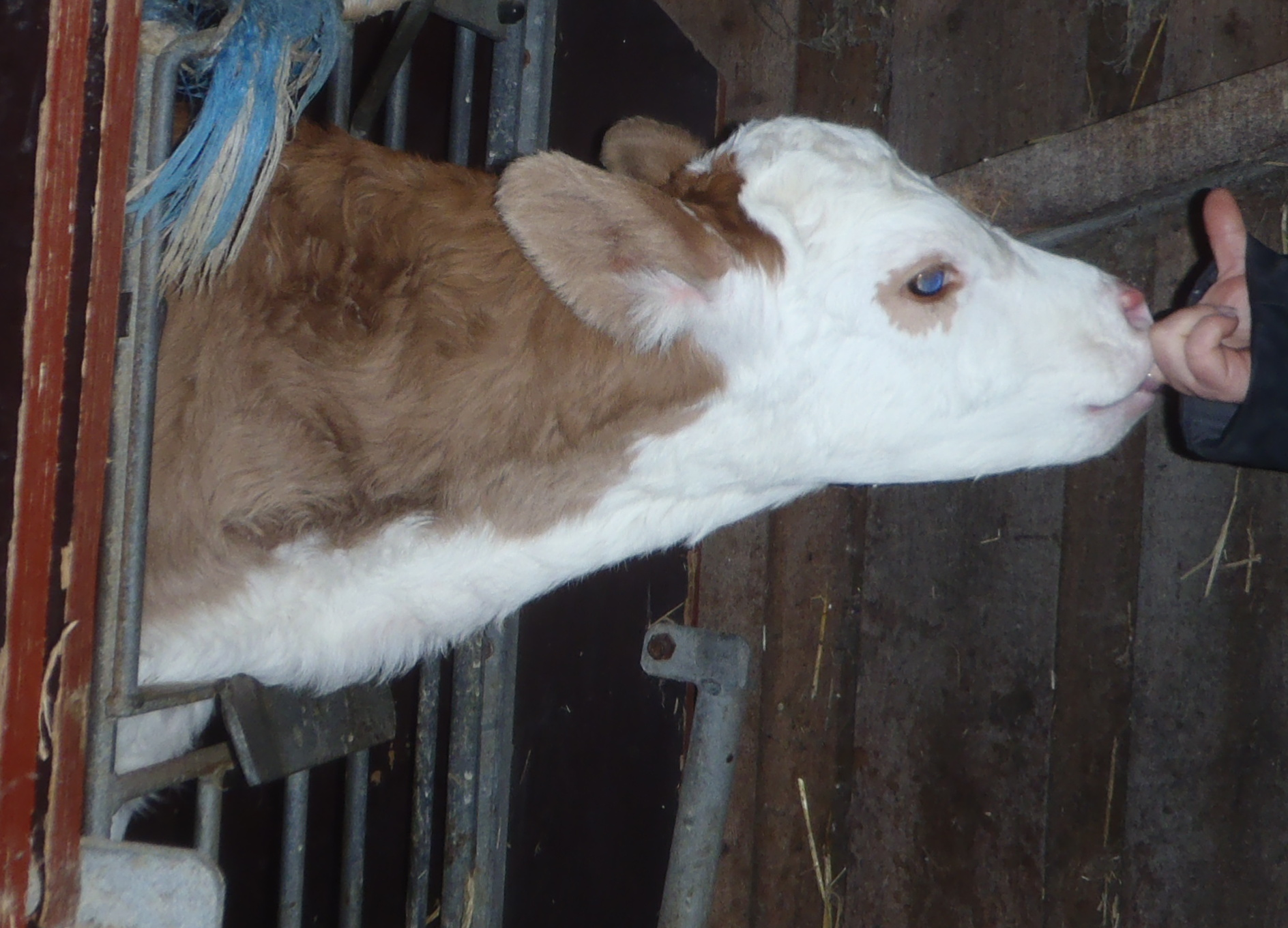
Saugreflex bei einem jungen Kalb

Ausgelöst wird der Saugreflex beim Neugeborenen bei Berührung der Lippen und der Zungenspitze.
Die Bezeichnung Saugreflex ist insofern irreführend, als zumindest die Kälber des Hausrinds und menschliche Säuglinge die Milch nicht heraus saugen, sondern eher aus der Zitze oder der Brustwarze heraus pressen. Das Junge nimmt beim Saugakt die Zitze in den Mund und presst sie zuerst mit der Zungenspitze und fortlaufend bis zur Zungenbasis rhythmisch gegen seinen harten Gaumen. Dadurch wird die Zitze entleert. Durch Nachlassen des Drucks kann sich die Zitze schnell wieder füllen (Ejektionsreflex), und der Vorgang beginnt von neuem. Menschliche Säuglinge, die mit der Flasche ernährt werden, lernen schnell, die Milch heraus zu saugen, anstatt zu pressen. Dann ist es sehr schwierig, sie wieder an die Brust zu gewöhnen.
Es ist nicht bekannt, wie bei anderen Arten die Milchdrüsenentleerung stattfindet.

## Anatomische Grundlagen
Am Saugreflex sind verschiedene Muskelgruppen und ihre innervierenden Nerven beteiligt.
- Mundbodenmuskulatur (unter anderem Musculus mylohyoideus, Musculus geniohyoideus, Musculus stylohyoideus, Musculus digastricus, Musculus genioglossus, Musculus hyoglossus, Musculus styloglossus)
- Lippenmuskulatur (unter anderem Musculus orbicularis oris)
- Wangenmuskulatur (unter anderem Musculus risorius)
- Zungenmuskulatur (unter anderem extern – Musculus genioglossus, Musculus hyoglossus, Musculus styloglossus; intern – Musculus verticalis, Musculus longitudinalis, Musculus transversus linguae)

Der afferente Teil des Leitungsbogens:
- Nervus maxillaris   (V/2)
- Nervus mandibularis (V/3)

Der efferente Teil des Leitungsbogens:
- nach der Beteiligung der Medulla oblongata
- Nervus trigeminus
- Nervus facialis
- Nervus hypoglossus[3]